# Nová Ves (powiat Praga-Wschód)
Nová Ves – wieś i gmina w Czechach, w powiecie Praga-Wschód, w kraju środkowoczeskim. Według danych z dnia 1 stycznia 2013 liczyła 780 mieszkańców.